# Conjugué isotomique
 (mars 2024).
Si vous disposez d'ouvrages ou d'articles de référence ou si vous connaissez des sites web de qualité traitant du thème abordé ici, merci de compléter l'article en donnant les références utiles à sa vérifiabilité et en les liant à la section « Notes et références ».
En géométrie, le conjugué isotomique d’un point P par rapport à un triangle ABC est un autre point défini par rapport à P et ABC.

## Construction

On considère un triangle ABC et  un point P qui n'appartient pas aux droites (AB), (AC) et (BC). Les droites (PA), (PB) et (PC) rencontrent les côtés BC, AC et AB respectivement aux points A', B' et C'. On construit les points A'', B'' et C'', symétriques respectifs de A' par rapport au milieu de BC, B'  par rapport au milieu de AC, et C' par rapport au milieu de AB. Les droites (AA''), (BB'') et (CC'') sont concourantes (d'après par exemple le théorème de Ceva) en un point qui est le conjugué isotomique de P par rapport au triangle ABC.

## Existence du conjugué isotomique
Les droites (AA'), (BB') et (CC') sont concourantes. D'après le théorème de Ceva : 
{\displaystyle {\frac {AC'}{C'B}}\cdot {\frac {BA'}{A'C}}\cdot {\frac {CB'}{B'A}}=1}.
Or, comme A'', B'' et C'' sont les symétriques de A', B' et C' par rapport aux milieux des côtés, on obtient : 
{\displaystyle AC'=BC'';C'B=C''A;BA'=CA'';A'C=A''B;CB'=AB'';B'A=B''C}
En remplaçant les anciennes valeurs par les nouvelles dans la relation ci-dessus : 
{\displaystyle {\frac {BC''}{C''A}}\cdot {\frac {CA''}{A''B}}\cdot {\frac {AB''}{B''C}}=1}.
D'après la réciproque du théorème de Ceva, (AA''), (BB'') et (CC'') sont bien concourantes.

## Coordonnées
Si les coordonnées trilinéaires de P sont p : q : r, alors celles de son conjugué isotomique sont a−2p−1 : b−2q−1 : c−2r−1, 
Si les coordonnées barycentriques de P sont p : q : r, alors celles de son conjugué isotomique sont 1/p: 1/q: 1/r, ou, de façon équivalente (en multipliant les coefficients par pqr) qr : pr : pq.

## Propriétés
- Le conjugué isotomique du centre de gravité est lui-même.
- Le conjugué isotomique du point de Lemoine (point de concours des symédianes d'un triangle) est le troisième point de Brocard.
- Le conjugué isotomique du point de Gergonne est le point de Nagel.
- Le conjugué isotomique d'une droite est une conique circonscrite au triangle. Par exemple, le conjugué isotomique de la droite d'Euler est l'hyperbole de Jerabek. Plus précisément, le type de conique dépend de la position de la droite par rapport à l'ellipse circonscrite de Steiner du triangle (Sigur 2005) :
  - si la droite ne traverse pas l'ellipse, le conjugué isotomique est une ellipse
  - si la droite est tangente à l'ellipse, le conjugué isotomique est une parabole
  - si la droite traverse l'ellipse, le conjugué isotomique est une hyperbole ; elle sera équilatère si et seulement si la droite passe par le conjugué isotomique de l'orthocentre